# Subsonica
Subsonica est un groupe de musique rock italien formé en 1996 à Turin.

## Albums
- 1997 Subsonica
- 1998 Coi piedi sul palco
- 1999 Microchip Emozionale
- 2002 Amorematico
- 2003 Controllo del livello di rombo
- 2005 Terrestre'
- 2005 Sub urbani
- 2006 Terrestre live ed altre disfunzioni
- 2007 L'eclissi
- 2010 Eden
- 2014 Una Nave in una Foresta
- 2018 8
- 2020 Mentale strumentale
- 2024 Realtá Aumentata

## Distinctions
- David di Donatello 2024 : Meilleur musicien pour Adagio